# Xbox One OS
Il software di sistema di Xbox One e Xbox Series X/S è un sistema operativo sviluppato da Microsoft appositamente per le console Xbox One e Xbox Series X e Series S a partire dal 22 novembre 2013. Il software utilizza Hyper-V come sistema operativo host per due partizioni: la partizione "Exclusive" responsabile dell'esecuzione dei giochi e la partizione "Shared" per l'esecuzione di più app e gestione del multitasking. Entrambe utilizzano una macchina virtuale personalizzata (VM).
La scelta di Microsoft di seguire l'approccio "Windows Everywhere" ha portato il sistema operativo a essere basato inizialmente su Windows 8 Core, che utilizzava il design Metro per l'interfaccia utente in modo da renderlo simile a Windows 8. Negli anni successivi le diverse versioni vennero sviluppate sulle basi di Windows 10 e Windows 11 con il Fluent Design System.

## Caratteristiche

### Interfaccia grafica
L'interfaccia grafica del sistema operativo presenta un posizionamento geometrico di quadrati ed elementi rettangolari che scorre come una linea verticale continua, utilizzando il linguaggio di progettazione Metro che si vede anche in Windows 8, Windows 10 e altri prodotti Microsoft. Per impostazione predefinita, la dashboard è suddivisa nelle sezioni: "Home" che contiene un elenco delle app e dei giochi avviati di recente. "Community" che consente agli utenti di visualizzare le attività e le acquisizioni di gioco dei loro amici. "Mixer" che mostra una panoramica sugli stream sul servizio Mixer di Microsoft, mentre la sezione "Store" funge da portale per i marketplace di giochi, video, musica e app. Microsoft ha anche introdotto un nuova modalità di multitasking chiamata Snap, che consente agli utenti Xbox One di aprire più riquadri in un'unica finestra.
Quando Microsoft ha aggiornato il Core basato su Windows 8 a uno basato su Windows 10, ha rivisitato interamente la nuova interfaccia utente rendendone la navigazione più veloce e semplice, aggiungendo alcune funzionalità alla sezione community e con il ritorno degli Avatar Xbox. L'interfaccia utente include una schermata Home, costituita dalla barra superiore, dalle icone del visualizzatore di screenshot ("Album") e dai collegamenti a Microsoft Store, Notizie e Impostazioni. La caratteristica principale della schermata iniziale è un elenco dei giochi avviati più di recente. Scorrendo in basso nell'interfaccia è possibile personalizzare le varie sezioni aggiungendo contenuti inerenti ai videogiochi e alle app installate sulla console. 

### Multimedialità
Mentre molte console per videogiochi sono state progettate principalmente per giocare, Xbox One inizialmente si focalizzava anche come centro di intrattenimento per giochi, TV, musica e video. Alla Gamescom 2014 Microsoft ha presentato un nuovo piano che puntava a rendere seria l'etichetta di Xbox One con la soluzione di "intrattenimento all-in-one" che espandeva il suo supporto multimediale. Il lettore multimediale di Xbox One è abbastanza simile alla suite di riproduzione di Xbox 360 in termini di forma e funzione, tuttavia la console più recente ora supporta più di 30 formati tra cui il contenitore MKV e i file GIF. La console Xbox One fa anche alcune cose uniche. Ad esempio, i suoi proprietari possono controllare le loro trasmissioni televisive utilizzando il dispositivo, nonché utilizzarlo come DVR funzionante. Oltre allo streaming di musica e video tramite Play, c'è anche un approccio in rete. Ci sono due modi principali per farlo. Il primo è quello di trasmettere contenuti multimediali da un computer o tablet, e il secondo è quello di riprodurlo direttamente da un'unità flash USB. Il vantaggio di questo metodo rispetto al sistema Play è che gli utenti possono fare tutto da qualsiasi luogo si siedano tramite Xbox One, invece di inviare il video da un PC alla propria console. Oltre ai file multimediali, Xbox One riproduce CD, DVD e Blu-ray Disc e viene fornito con supporto DLNA e MKV, il che significa che i file video scaricati possono essere trasmessi in streaming tramite PC o trasportati tramite disco rigido esterno e USB. Con la Guida TV interattiva, gli utenti possono accendere e controllare un televisore con la loro voce. Inoltre, il sistema viene fornito con una gamma completa di applicazioni relative alle funzionalità multimediali. Negli Stati Uniti, i canali video includono ad esempio Amazon Instant Video, Crackle, Hulu Plus e Netflix.

### Retrocompatibilità
Il 15 giugno 2015, Microsoft ha annunciato l'introduzione della retrocompatibilità dei titoli Xbox 360 sulla console Xbox One. I giochi supportati dovrebbero essere eseguiti all'interno di un emulatore fornito dal software di sistema aggiornato, implementando sia l'hardware che il software di Xbox 360. Le funzionalità di registrazione e trasmissione di Xbox One sono supportate insieme alla modalità multiplayer Xbox 360, agli obiettivi e all'accesso al salvataggio nel cloud.
A differenza dell'emulazione Xbox 360 della Xbox originale, i giochi non devono essere specificamente patchati, ma devono essere riconfezionati nel formato Xbox One. I giochi acquistati digitalmente dagli utenti appariranno automaticamente nella loro libreria per il download una volta disponibili. I giochi su supporti fisici non vengono eseguiti direttamente dal disco; l'inserimento del disco avvia il download di una versione riconfezionata. Come per i titoli Xbox One, il disco deve essere inserito durante la riproduzione a scopo di convalida. 
Almeno 100 giochi Xbox 360 sono ufficialmente supportati e disponibili per il lancio pubblico della funzionalità. In seguito all'aggiornamento di sistema "New Xbox One Experience" di novembre 2015 i membri del programma di anteprima di Xbox One hanno ricevuto l'accesso anticipato con un numero limitato di titoli al momento dell'annuncio. Microsoft prevede che il numero di giochi supportati aumenterà significativamente nel tempo, ma non tutti i giochi Xbox 360 saranno supportati, questo include esplicitamente tutti i giochi che richiedono Kinect o l'accesso a periferiche USB.
L'11 giugno 2017, Microsoft ha annunciato l'estensione della retrocompatibilità anche ai titoli Xbox originale.

## Aggiornamenti
L'ultima versione del software di sistema è la 10.0.26100.4020, rilasciata il 16 aprile 2025.
| Data di rilascio | Descrizione | Fonti                              |
| ---------------- | --- | ---------------------------------- |
| Novembre 2013    | Patch day-one per la rimozione delle funzionalità di gestione dei diritti digitali | [ 9 ] [ 10 ]                       |
| Febbraio 2014    | Supporto per tastiere USB | [ 11 ]                             |
| Marzo 2014       | Supporto per l'uscita video a 50 fotogrammi al secondo per dispositivi a 50 Hz comuni nelle regioni Europa/PAL | [ 12 ]                             |
| Giugno 2014      | Supporto per hard-disk esterni superiori a 256 GB e dischi rigidi multipli tramite USB 3.0 | [ 13 ]                             |
| Luglio 2014      | Supporto migliorato per il riconoscimento vocale per i dialetti regionali | [ 14 ]                             |
| Agosto 2014      | Supporto per Xbox SmartGlass |                                    |
| Ottobre 2014     | Supporto aggiornato del lettore multimediale con codec più recenti e per lo streaming DLNA |                                    |
| Marzo 2015       | Condivisione semplificata degli screenshot online |                                    |
| Aprile 2015      | Modifica delle impostazioni di alimentazione per le modalità Instant-On e risparmio |                                    |
| Novembre 2015    | Nuova interfaccia Xbox One Experience basata su Windows 10; streaming su personal computer Windows 10; compatibilità con i diversi titoli Xbox 360 | [ 15 ] [ 16 ] [ 17 ] [ 18 ] [ 19 ] |
| Febbraio 2016    | Migliore supporto personalizzato per pin e display di gioco | [ 20 ]                             |
| Marzo 2016       | Integrazione della piattaforma Twitch, chat di gruppo; hub di gioco migliorati; Ripristino configurazione di sistema senza eliminazione di giochi e app | [ 21 ] [ 22 ]                      |
| Luglio 2016      | Integrazione dei comandi vocali di Cortana e di Facebook | [ 23 ]                             |
| Marzo 2017       | Interfaccia aggiornata, controlli di screenshot e condivisione video migliorati; Integrazione del fascio; Miglioramenti dell'accessibilità | [ 24 ]                             |
| Ottobre 2017     | Aggiornamento a Fluent Design System; sistema di trasferimento dei contenuti; supporto per webcam USB; supporto per la compatibilità con le versioni precedenti per i giochi della console Xbox originale | [ 25 ]                             |
| Aprile 2018      | Modalità automatica a bassa latenza; supporto per display FreeSync; supporto per risoluzioni fino a 1440p; Integrazione tra Mixer e Twitter | [ 26 ]                             |
| Maggio 2018      | Supporto per frequenza di aggiornamento a 120 Hz; supporto ai "Gruppi" per la gestione di giochi e ping; impostazioni familiari migliorate; Supporto per la connettività del captive portal | [ 27 ] [ 28 ]                      |
| Settembre 2020   | Aggiornamenti dell'interfaccia tra Xbox One, Xbox Series X/S, Xbox Game Pass e le app Xbox per dispositivi mobili per migliorare le prestazioni | [ 29 ] [ 30 ] [ 31 ]               |
| Novembre 2020    | Introduzione degli Sfondi dinamici (disponibili solo per Xbox Series X/S) | [ 32 ]                             |
| Marzo 2021       | Alcuni giochi retrocompatibili possono ora raggiungere i 60 FPS sulla linea di console Xbox Series X/S | [ 33 ]                             |
| Aprile 2021      | Opzione per sospendere i giochi attivi per dare priorità alla velocità di download | [ 34 ]                             |
| Maggio 2021      | Aggiunta la possibilità per gli utenti di abilitare l'audio passthrough, per una migliore qualità del suono | [ 35 ]                             |
| Agosto 2021      | Aggiornamento a Windows 11 Core | [ 36 ]                             |
| Settembre 2021   | Aggiornamento di Microsoft Edge con Chronium; supporto Dolby Vision; streaming su personal computer con Windows 11 | [ 36 ]                             |
| Ottobre 2021     | Sfondi 4K per le console Xbox Series X/S; modalità notturna; Quick Resume | [ 36 ]                             |
| Novembre 2021    | Supporto a Xbox Cloud Gaming Beta | [ 36 ]                             |
| Febbraio 2022    | Usare Microsoft Edge per impostare sfondi personalizzati | [ 36 ]                             |
| Giugno 2022      | Opzione per svelare gli obiettivi segreti | [ 37 ]                             |
| Settembre 2022   | Libreria di giochi e app migliorata; opzioni per la modifica dei percorsi di installazione di giochi e app; soppressione del rumore della chat di gruppo; aggiornamento principale di Windows 11 22H2 | [ 37 ]                             |
| Ottobre 2022     | Nomi delle opzioni di alimentazione semplificati; Le passkey Xbox e le chiavi guest sono ora presenti sui PIN Xbox | [ 37 ]                             |
| Novembre 2022    | Supporto a Discord e allo streaming con Twitch, Lightstream e Streamlabs | [ 37 ]                             |
| Febbraio 2023    | Pianificazione di download e aggiornamenti per ridurre l'impatto ambientale; supporto per l'uso del telefono come telecomando Xbox con l'Assistente Google; possibilità di nascondere o mostrare la grafica del gioco sullo sfondo Xbox Home | [ 37 ]                             |
| Marzo 2023       | Nuova esperienza di ricerca che include la possibilità di cercare anche su YouTube, all'interno della scheda Film e TV e altro ancora. | [ 37 ]                             |
| Luglio 2023      | Migliorata l'esperienza Home con il rinnovo parziale della dashboard. Tra le novità ci sono l'aggiunta di un comodo menù di accesso rapido e un ridimensionamento dei riquadri che lasciano più spazio alla visione dello sfondo. | [ 37 ]                             |
| Settembre 2023   | Aggiunto il supporto alla riproduzione di giochi in streaming con gli amici di Discord; nuovo sistema di segnalazione vocale per chat inappropriate; nuova opzione "Chiedi di unirti alla partita"; modi semplificati per tenere traccia dei punti Premio; notifiche del nuovo Elenco preferenze.                                                                                         | [ 37 ]                             |
| Febbraio 2024    | Aggiunto il supporto ai controlli touch da remoto su PC e dispositivi mobili; nuovi modi per filtrare e ordinare i giochi e le app in modo da facilitare la ricerca di contenuti e funzioni; nuovo strumento di ricalibrazione per risolvere problemi legati alle levette, disponibile all'interno dell'app Accessori Xbox.                                                               | [ 37 ]                             |
| Aprile 2024      | Aggiunti gli effetti audio della soundboard nelle chiamate e canali vocali di Discord; nuova opzione per impedire ai guest di installare o disinstallare giochi e app. | [ 37 ]                             |
| Giugno 2024      | Nuovi metodi di personalizzazione dello sfondo della schermata iniziale, con la possibilità di mescolare e visualizzare più sfondi; aggiunto alla console un sistema di memorizzazione fino a 10 reti wireless e password; semplificata la gestione degli abbonamenti, con opzioni per attivare la fatturazione ricorrente, aggiornare il piano e accedere alla cronologia dei pagamenti. | [ 37 ]                             |
| Febbraio 2025    | Supporto esteso per dischi rigidi esterni di qualsiasi dimensione; le nuove unità verranno suddivise in partizioni fino a 16 TB; tutti i giochi possono rimanere installati sullo stesso dispositivo. | [ 37 ]                             |
| Aprile 2025      | Introdotta la funzione "Riproduci in streaming il tuo gioco"; aggiunta l'opzione per liberare spazio nella raccolta giochi. | [ 37 ]                             |